# 巴里迪勒马德
巴里迪勒马德（法語：Barry-d'Islemade，法語發音：[baʁi dilmad]）是法国奧克西塔尼大區塔恩-加龙省的一个市镇，属于卡斯泰尔萨拉桑区。

## 地理
巴里迪勒马德（44°4'33"N, 1°14'42"E）面积11.35 平方千米，位于法国奧克西塔尼大區塔恩-加龙省，该省份为法国西南部内陆省份，北起顺时针与洛特省、阿韦龙省、塔恩省、上加龙省、热尔省和洛特-加龙省接壤。
与巴里迪勒马德接壤的市镇（或旧市镇、城区）包括：阿尔伯弗耶-拉加尔德、拉弗朗赛斯、拉维勒迪约-迪唐普勒、莫扎克、维勒马德。

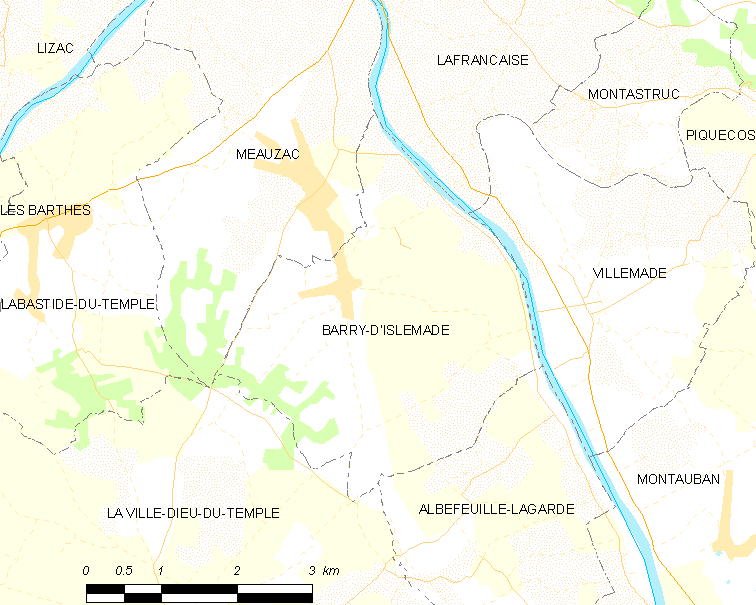
巴里迪勒马德的OSM定位图

巴里迪勒马德的时区为UTC+01:00、UTC+02:00（夏令时）。

## 行政
巴里迪勒马德的邮政编码为82290，INSEE市镇编码为82011。

## 政治
巴里迪勒马德所属的省级选区为卡斯泰尔萨拉桑县。

## 人口

1962-2008年间巴里迪勒马德人口变化图示

巴里迪勒马德于2022年1月1日时的人口数量为931人。